# Marcos Díaz
Marcos Guillermo Díaz (Santa Fe, 5 febbraio 1986) è un calciatore argentino, portiere del Colón (SF).

## Carriera
Cresciuto nelle giovanili del Colón (SF), ha esordito in prima squadra l'8 ottobre 2009 in occasione del match vinto 4-1 contro l'Arsenal Sarandí.

## Statistiche

### Presenze e reti nei club
Statistiche aggiornate al 19 marzo 2018.
| Stagione        | Squadra         | Campionato      | Campionato | Campionato | Coppe nazionali | Coppe nazionali | Coppe nazionali | Coppe continentali | Coppe continentali | Coppe continentali | Altre coppe | Altre coppe | Altre coppe | Totale | Totale | Totale |
| Stagione        | Squadra         | Comp            | Pres       | Reti       | Comp            | Pres            | Reti            | Comp               | Pres               | Reti               | Comp        | Pres        | Reti        | Pres   | Reti   |        |
| --------------- | --------------- | --------------- | ---------- | ---------- | --------------- | --------------- | --------------- | ------------------ | ------------------ | ------------------ | ----------- | ----------- | ----------- | ------ | ------ | ------ |
| 2009-2010       | Colón (SF)      | PD              | 2          | -3         | CA              | 0               | 0               | CL                 | 0                  | 0                  |             | -           | -           | 2      | -3     |        |
| 2010-2011       | Colón (SF)      | PD              | 2          | -2         | CA              | 0               | 0               |                    | -                  | -                  |             | -           | -           | 2      | -2     |        |
| 2011-2012       | Colón (SF)      | PD              | 8          | -5         | CA              | 2               | -2              |                    | -                  | -                  |             | -           | -           | 10     | -7     |        |
| Totale Colón    | Totale Colón    | Totale Colón    | 12         | -10        |                 | 2               | -2              |                    | 0                  | 0                  |             | -           | -           | 14     | -12    |        |
| 2012-2013       | Gimnasia (J)    | BN              | 8          | -6         | CA              | 0               | 0               |                    | -                  | -                  |             | -           | -           | 8      | -6     |        |
| 2013-2014       | Huracán         | BN              | 20         | -9         | CA              | 5               | -3              |                    | -                  | -                  |             | -           | -           | 25     | -12    |        |
| 2014            | Huracán         | BN              | 17         | -16        |                 | -               | -               |                    | -                  | -                  |             | -           | -           | 17     | -16    |        |
| 2015            | Huracán         | PD              | 25         | -27        | CA              | 1               | -1              | CL+CS              | 6+10               | -6;-5              | SA          | 1           | 0           | 43     | -39    |        |
| 2016            | Huracán         | PD              | 16         | -15        | CA              | 2               | -2              | CL                 | 9                  | -10                |             | -           | -           | 27     | -27    |        |
| 2016-2017       | Huracán         | PD              | 28         | -29        | CA              | 3               | -2              | CS                 | 0                  | 0                  |             | -           | -           | 31     | -31    |        |
| 2017-2018       | Huracán         | PD              | 19         | -17        | CA              | 0               | 0               |                    | -                  | -                  |             | -           | -           | 19     | -17    |        |
| Totale carriera | Totale carriera | Totale carriera | 145        | -129       |                 | 13              | -10             |                    | 25                 | -21                |             | 1           | 0           | 184    | -160   |        |

## Palmarès

### Club

#### Competizioni nazionali
- Copa Argentina: 1

Huracán: 2013-2014
- Supercopa Argentina: 1

Huracán: 2014
- Campionato argentino: 1

Boca Juniors: 2019-2020
- Liga Portugal 2: 1

Santa Clara: 2023-2024